# Oli minerali usati
Gli oli minerali usati sono degli oli minerali che, una volta completato il loro ciclo di vita, vengono riciclati o distrutti attraverso la termodistruzione.

## Recupero e rigenerazione degli oli usati
Gli oli minerali dopo il loro utilizzo possono danneggiare la salute o l'ambiente. Per questo motivo la legislazione di molti paesi prevede che gli oli minerali usati siano trattati secondo procedure particolari.
In Italia il Decreto legislativo 27 gennaio 1992, n. 95 e successive modifiche prevede che tutto l'olio lubrificante usato venga raccolto, analizzato e, a seconda delle sue caratteristiche, avviato al riciclo o allo smaltimento. Questo perché, durante la sua vita, l'olio può essere contaminato da diverse sostanze presenti nel ciclo produttivo o nel sistema per il quale viene adoperato. Per esempio, in un motore automobilistico a quattro tempi l'olio viene utilizzato per lubrificare le parti in movimento, ma durante la combustione (che avviene tra pistone e testata) possono passare nell'olio residui carboniosi di combustione attraverso le fasce elastiche o attraverso i paraoli presenti nella testata. Nello stesso modo l'olio si può contaminare con acqua, poiché nella combustione si sviluppano CO₂ e H₂O.
L'olio può essere contaminato anche negli impianti oleopneumatici e in tutti gli altri campi di applicazione. Inoltre, spesso i fusti per la raccolta dell'olio presenti in cantieri, officine e industrie vengono utilizzati in momenti diversi anche per contenere benzina, gasolio, solventi e altro, cosa che porta alla contaminazione dell'olio stesso. 
I parametri che determinano la destinazione dell'olio esausto (rigenerazione, combustione o termodistruzione) sono contenuti nelle tabelle 3 e 4 dell’allegato A del Decreto ministeriale 16 maggio 1996, n. 392. I parametri per gli oli rigenerabili sono indicati nella tabella 3:
| Parametri ricercati               | Metodi di analisi      | Valori             |
| --------------------------------- | ---------------------- | ------------------ |
| Densità a 15°                     | NOM 42-83/ASTM D 1298  | max 0,920 KG/L     |
| Sedimenti totali                  | NOM 112-71/ASTM D 2273 | max 3,0% in peso   |
| Viscosità                         | NOM 46-71/ASTM D 445   | min 1,8° e a 50 °C |
| PCB/PCT                           | CEI 10/19/ASTM D 4059  | max 25 mg/kg       |
| Cloro totale                      | NOM 98-72/ASTM D 1317  | max 0,5% peso      |
| Zolfo                             | NOM 97-80/ASTM D 1552  | max 1,5% peso      |
| Diluenti                          | NOM 30-90/ASTM D 322   | max 5,0% in volume |
| Piombo + Zinco                    | IRSA 64 (N. 10)        | max 4.000 mg/Kg    |
| Cadmio + Cromo + Nichel + Vanadio | IRSA 64 (N. 10)        | max 50 mg/Kg       |
| *N.o neutralizzazione             | NOM 86-88/ASTM D 664   | max 3,5 mg KOH/g   |
| *N.o saponificazione              | NOM 81-71/ASTM D 94    | max 18,0 mg KOH/g  |

Si avviano alla combustione gli oli esausti che superano i parametri della tabella 3 ma che non superano i parametri della tabella 4:
| Parametri ricercati           | Metodi di analisi      | Valori           |
| ----------------------------- | ---------------------- | ---------------- |
| Densità a 15°                 | NOM 42-83/ASTM D 1298  | max 0,980 Kg/l   |
| Sedimenti totali              | NOM 112-71/ASTM D 2273 | max 3,0% in peso |
| PCB/PCT CEI 19/19             | ASTM D 4059            | max 25 mg/Kg     |
| Infiammabilità Cleveland      | NOM 83/71-ASTM D 92    | min 90°          |
| Metalli: assorbimento atomico |                        |                  |
| Cromo                         | METODO IRSA 64 (N° 10) | max 100 mg/kg    |
| Cadmio                        | " " " "                | " " " "          |
| Vanadio                       | " " " "                | " " " "          |
| Nichel                        | " " " "                | " " " "          |
| Piombo                        | " " " "                | max 2.000 mg/kg  |
| Rame                          | " " " "                | max 500 mg/kg    |
| Cloro totale                  | NOM 98-72/ASTM D 1317  | max 0,6% peso    |
| Fluoro                        | " " " "                | Tracce           |
| Zolfo                         | NOM 97-80/ASTM D 1552  | max 1,5% peso    |
| Ceneri                        | NOM 12-88/ASTM D 482   | max 1,5% peso    |

Tutto ciò che supera i parametri della tabella 4 viene avviato alla termodistruzione.

### Rigenerazione
L'olio esausto è generalmente un fluido con bassa viscosità, di colore nero, con un odore pungente dato dai residui delle sue applicazioni precedenti. Il lubrificante da usare come base invece deve assumere un'elevata viscosità e deve avere un colore che va dal giallo chiaro al giallo ambrato.
Per rigenerare gli oli esausti esistono tre diversi tipi di impianti che seguono processi diversi tra loro.
Nel primo tipo di impianto l'olio usato viene riscaldato a circa 140° e distillato in una colonna sottovuoto nella quale si separano l’acqua e gli idrocarburi leggeri. Le impurità dell’olio rimangono sul fondo, e vengono estratte sotto forma di bitume liquido che può essere venduto alle aziende che producono guaine impermeabilizzanti per l’edilizia. Contemporaneamente, vengono separate frazioni oleose a diversa viscosità. Le frazioni ottenute in questa fase sono ricche di sostanze insature; la stabilizzazione avviene miscelandole con idrogeno in un forno di riscaldamento con il trattamento chiamato hydrofinishing o idrofinitura. Successivamente, le frazioni passano in un reattore contenente un catalizzatore per l'eliminazione delle sostanze insature, pericolose per la salute e per l'ambiente. All'uscita del reattore si separano due fasi: una gassosa, lavata con acqua, e una liquida, trattata con vapore. L'acqua contenuta nell'olio viene poi eliminata in un essiccatore sottovuoto. Al termine del processo si ottiene un olio trasparente con un ridotto contenuto di zolfo e di polinucleari aromatici.
Nel secondo tipo di impianto l'acqua e gli idrocarburi leggeri vengono innanzitutto rimossi attraverso due passaggi in serie. L'olio ancora nero viene poi messo a contatto con propano in un impianto di deasfaltazione; lì vengono eliminati i composti più pesanti che, fluidificati, possono essere usati come componenti per bitumi. Dopo la deasfaltazione l'olio viene sottoposto a una distillazione frazionata da cui si ottengono sei frazioni: una frazione di testa, quattro frazioni laterali a viscosità diverse che trovano impiego come lubrificanti e una frazione di fondo colonna che viene utilizzata per fluidificare i composti più pesanti ottenuti nel primo passaggio. Il prodotto finale viene poi avviato all’hydrofinishing come nel primo processo. 
Nel terzo tipo di impianto si distinguono due fasi: da una parte la distillazione dell'olio usato, e dall'altra la raffinazione chimica del distillato. Per la distillazione si utilizza un evaporatore rotante a film sottile associato a una colonna a piatti che consente il frazionamento dei costituenti dell'olio usato. Questo tipo di impianto permette di recuperare idrocarburi leggeri, gasolio, due tagli lubrificanti (medio e pesante) e un residuo bituminoso. I due tagli lubrificanti ottenuti vengono poi avviati alla raffinazione chimica per costituire le basi della produzione di oli lubrificanti.

### Combustione
Gli oli usati non ritenuti adatti alla rigenerazione vengono inviati ad impianti autorizzati – per esempio, cementifici, vetrerie, acciaierie – che li utilizzano come combustibile. L’olio usato ha potere calorifico di circa 9.500 kcal/kg, simile a quello del normale olio combustibile, il che permette alle camere di combustione dei forni di raggiungere temperature superiori ai 1000 °C, garantendo la totale combustione della parte inquinante degli oli usati. I fumi della combustione passano attraverso speciali filtri in grado di garantire emissioni non dannose per l’atmosfera tenendo sotto controllo i parametri delle emissioni in ambiente di CO e CO₂, SO₂ ed NOX. Questo combustibile permette alle aziende che lo utilizzano di abbattere i costi di produzione, poiché un olio usato ha un costo molto ridotto rispetto al combustibile vergine.

### Termodistruzione
Come visto nelle tabelle ministeriali, tutti gli esausti che non rientrano nei parametri per la rigenerazione o per la combustione, per via delle sostanze inquinanti in essi contenute, vengono avviati alla termodistruzione, in quanto tali sostanze sono difficilmente separabili dall’olio e la loro rigenerazione è antieconomica. Questi oli tuttavia non superano lo 0,2% del totale. La termodistruzione elimina definitivamente le sostanze nocive presenti nell'olio usato, salvaguardando l’ambiente. Fanno parte di questa categoria di oli quelli contenenti PCB (policlorobifenili, sostanze una volta utilizzate come fluidi dielettrici nei trasformatori elettrici) e cloro in concentrazioni molto elevate.
Nella termodistruzione degli oli, si utilizzano particolari forni che hanno camere di combustione tali da permettere all’olio di bruciare a temperature superiori ai 500 °C; ciò consente la distruzione dell'olio senza creare combustioni incomplete in cui si svilupperebbero sostanze tossiche, come ad esempio le diossine, emissioni gassose che possono avere un significativo impatto ambientale su cui si è concentrata l’attenzione normativa e impiantistica. Una combustione efficiente basata sul controllo della temperatura, della turbolenza e dei tempi di combustione, permette di ridurre gli impatti ambientali della termodistruzione.

## I vantaggi ambientali degli oli rigenerati
La rigenerazione, in quanto tecnica di riciclo, consente di modificare la destinazione d’uso degli oli esausti, trasformando un rifiuto in materia prima. Perciò ottiene un duplice beneficio ambientale consentendo di ridurre da un lato l’uso del greggio, dall’altro i processi alternativi per lo smaltimento degli oli usati (a partire dalla combustione); inoltre, su entrambi i fronti, la rigenerazione presenta vantaggi ambientali rispetto alle alternative. Nel 2005 l’Istituto per la ricerca nel campo dell’energia e dell’ambiente IFEU di Heidelberg ha condotto uno studio comparativo commissionato dal GEIR in cui gli impatti ambientali degli oli rigenerati sono stati esaminati e confrontati con quelli delle tecniche alternative prendendo in considerazione due scenari: nel primo, gli impatti della produzione di basi rigenerate a partire dagli oli usati sono comparati con quelli della produzione di basi vergini derivate al 100% da oli minerali; nel secondo, il confronto è svolto con la produzione di basi vergini con una componente sintetica del 30%.
I risultati dello studio evidenziano come, rispetto alla raffinazione primaria, l’impatto ambientale della rigenerazione sia nettamente inferiore per ognuno degli indicatori considerati. Per esempio, per ogni tonnellata di olio usato trattato, le emissioni di CO₂ prodotte dal processo di raffinazione primaria sono circa il doppio rispetto a quelle prodotte dalla rigenerazione. 
Per quanto riguarda gli altri parametri la differenza è ancora maggiore. In termini di eutrofizzazione terrestre l’impatto ambientale della raffinazione primaria è superiore di 3-4 volte rispetto alla rigenerazione; in termini di acidificazione e particolato fine è oltre 5 volte più alto. Il potenziale di rischio cancerogeno è fra 10 e 20 volte più consistente. Infine, l’indicatore con la differenza maggiore è quello per il consumo di risorse: la raffinazione comporta un consumo di oltre 30 volte maggiore rispetto alla rigenerazione.
Questi dati prendono in considerazione anche i costi ambientali dovuti a estrazione, trasporto e trasformazione, che penalizzano evidentemente gli oli derivati da materia prima vergine o da gas sintetici.

## Il vantaggio economico e sociale della rigenerazione
Per le nazioni che non hanno giacimenti petroliferi la rigenerazione degli oli esausti consente risparmi economici e produce benefici sociali e ambientali.
In Italia il vantaggio economico più evidente è la riduzione del fabbisogno di materie prime.
Il CONOU ha stimato che nel trentennio che va dal 1984 al 2013 la raccolta e la rigenerazione degli oli usati ha permesso di evitare l’importazione di quasi 34 milioni di barili di petrolio. Nel solo 2013 sono stati evitati oltre 90 milioni di euro di importazioni di petrolio, senza contare i costi di trasporto e di sicurezza degli approvvigionamenti. Inoltre, oltre agli oli rigenerati, dal riciclo degli oli usati si ottengono anche altri prodotti molto ricercati: da una tonnellata di olio usato adatto alla rigenerazione possono essere ricavati 700 chili di base lubrificante, 120 chili di asfalti e bitumi, 65 chili di gasolio e 30 chili di frazioni leggere (anch’esse generalmente recuperate come combustibili). Oltre il 90% del materiale viene dunque reimmesso nel ciclo economico.
Tra le ricadute sociali della rigenerazione è inclusa anche l’occupazione. Sempre secondo il CONOU, nel 2013 il totale dei lavoratori direttamente coinvolti nella sola filiera degli oli usati (comprese anche le attività di raccolta) era di circa 1.100 addetti (di cui il 90% assunti con contratti a tempo indeterminato). Di questi, 870 erano impiegati presso le 72 imprese di raccolta e stoccaggio e 230 presso i 5 impianti di rigenerazione. Avere le 77 aziende che si occupano degli oli esausti, sparse nel territorio nazionale consente ad oltre l’80% degli addetti di lavorare nel comune o nella provincia di residenza: un dato che testimonia la ricaduta positiva degli impianti sul territorio. Nei 5 impianti destinati alla rigenerazione il 10% degli addetti ha una laurea e il 52% un diploma.

## Tendenze della rigenerazione in Italia
In Italia la raccolta degli oli esausti è passata da 177.000 tonnellate del 2016 a 183.000 tonnellate nel 2017. Il 99% degli oli raccolti è stato avviato alla rigenerazione.